# Mount Talawe
Der Mount Talawe ist ein Berg und inaktiver Vulkan im äußersten Westen Neubritanniens mit einer Höhe von 1824 Metern. Der Vulkan liegt unmittelbar westlich eines weiteren, allerdings aktiven Vulkans, dem Mount Langlia. Er ist der höchste Berg in der Gegend am Cape Gloucester und vierthöchster Berg der Provinz West New Britain von Papua-Neuguinea.
Die Gegend um den Mount Talawe ist überwiegend bewaldet und fällt im Westen zum Meer hin ab. Im Osten liegen die weiteren Schlacken- und Aschenkegel des Mount Langlia. Die Bevölkerungsdichte beträgt etwa 8 Menschen pro Quadratkilometer.

## Im Zweiten Weltkrieg
Mitte Dezember 1942 richtete das 141. Infanterieregiment der 65. Infanterie-Brigade, 51. Division, der japanischen Armee unter General Matsuda ihr Hauptquartier am Küstenweg nordwestlich des Mount Talawe ein.
Nach der Landung  beim Cape Gloucester (Operation Backhander) rückten Einheiten des US Marine Corps landeinwärts auf diesen Ort vor. Am 30. Januar 1944 wurde das Hauptquartier von den 7. Marines erobert. Der General und seine japanische Einheit hatten sich allerdings laut einiger erbeuteter Dokumente nach Nordwesten abgesetzt.
Trotz der Dokumente vermuteten die Amerikaner, dass die Japaner über einen Pfad nach Süden geflohen waren. Sie nahmen die Verfolgung auf, konnten die Japaner allerdings letztlich nicht stellen und erreichten am 16. Februar 1944 den Bereich, den die amerikanischen Truppen, die bei Arawe gelandet waren (Operation Director), bereits gesichert hatten.